# Parisátide (esposa de Alejandro Magno)

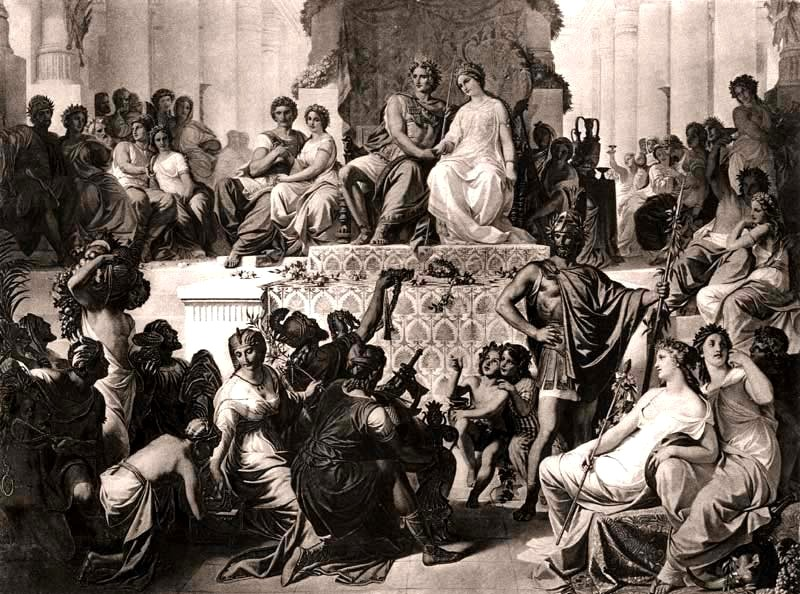
Las bodas de Alejandro Magno en Susa. Grabado

Parisátide fue una princesa persa, hija del rey Artajerjes III Oco y hermana de Arsés. Parisátide fue tomada como tercera esposa por Alejandro Magno en la ciudad de Susa en el año 324 a. C., luego de haberse casado con Barsine-Estatira, hija del rey Darío III Codomano y con Roxana, hija del sátrapa Oxiartes de Bactria. Falleció un año después, probablemente asesinada por Roxana, la primera esposa de Alejandro.
Después de la muerte de su padre, en 338 a. C., su hermano Arsés gobernó brevemente, antes de ser sucedido por su primo, Darío III, en 336 a. C. Es probable que, después de la muerte de su padre, Parisátide y sus hermanas continuaran viviendo en la corte persa. Durante la campaña de Darío contra la invasión de Alejandro, Parisátide y otros miembros de la élite acompañaron al ejército persa. En la batalla de Issos de 333 a. C., Parisátide y muchos de sus parientes fueron capturados por el general macedonio Parmenio.

## Encuentro con Alejandro
Es posible que Parisátide permaneciera en Susa con las mujeres de la familia de Darío, mientras Alejandro seguía su campaña en la India. Según Flavio Arriano, Parisátide se casó en 324 a. C. con Alejandro en Susa. En el mismo día, Alejandro se casó con la hija mayor de Darío, Barsine-Estatira. Al desposar a ambas mujeres, Alejandro cimentaba sus lazos con las dos ramas de la dinastía aqueménida. Las celebraciones duraron cinco días. Durante ese tiempo, hubo otras 90 bodas entre nobles persas y soldados griegos.
Después de la boda, no hay más noticias sobre Parisátide, pero algunos historiadores, como Elizabeth Donnelly Carney, creen que al narrar la muerte de Barsine-Estatira, Plutarco se equivoca, confundiendo a Parisátide con Dripetis, la hermana de Barsine-Estatira. Según la historia de Plutarco, tras la muerte de Alejandro en 323 a. C., su primera esposa Roxana, ordenó la muerte de las dos hermanas, para asegurar el futuro de su hijo Alejandro IV. Carney mantiene que tiene más sentido que Parisátide fuera una de las víctimas, ya que como esposa, podía haber estado embarazada.